# Ray Cillien
Ray Cillien (Esch-sur-Alzette, 26 de juny de 1939 – 22 de setembre de 1991) fou un boxejador luxemburguès. Cillien fou membre de l'equip olímpic luxemburguès dels Jocs Olímpics de Roma 1960. Després de defallir en primera ronda, fou eliminat pel boxejador soviètic Gennadiy Shatkov en segona ronda.

## Estadístiques
| 7 Victòries (1 knockout, 6 decisions), 13 Derrotes (8 knockouts, 5 decisions) |          |                     |       |        |            |                             |       |
| Resultat                                                                      | Registre | Oponent             | Tipus | Rondes | Data       | Lloc                        | Notes |
| Derrota                                                                       | 19-0-1   | Vittorio Saraudi    | TKO   | 4      | 13/08/1966 | Rímini, Emília-Romanya      |       |
| Derrota                                                                       | 5-1      | Bjarne Lingaas      | PTS   | 6      | 10/12/1965 | Masshallen, Göteborg        |       |
| Derrota                                                                       | 45-25-6  | Wim Snoek           | TKO   | 2      | 04/10/1965 | Ciutat de Luxemburg         |       |
| Victòria                                                                      | 7-11-2   | Valere Mahau        | PTS   | 8      | 28/06/1965 | Ciutat de Luxemburg         |       |
| Victòria                                                                      | --       | Robert Jacobs       | KO    | 7      | 03/05/1965 | Esch-sur-Alzette            |       |
| Victòria                                                                      | 7-2      | Karl Hermann Troche | PTS   | 8      | 15/03/1965 | Esch-sur-Alzette            |       |
| Derrota                                                                       | 39-12-2  | Buddy Turman        | KO    | 2      | 13/02/1965 | Ernst Merck Halle, Hamburg  |       |
| Derrota                                                                       | 6-1-1    | Henri Corack        | RTD   | 5      | 21/11/1964 | Lannion, Bretanya           |       |
| Victòria                                                                      | 0-5-3    | Henri Ferjules      | PTS   | 8      | 02/10/1964 | Esch-sur-Alzette            |       |
| Derrota                                                                       | 19-3-3   | Lennart Risberg     | PTS   | 8      | 09/05/1964 | Royal Tennis Hall, Estocolm |       |
| Derrota                                                                       | 24-11-3  | Pekka Kokkonen      | KO    | 2      | 09/12/1963 | Hèlsinki                    |       |
| Derrota                                                                       | 7-3-3    | Bas van Duivenbode  | PTS   | 8      | 04/11/1963 | Riviera-hal, Rotterdam      |       |
| Derrota                                                                       | 43-20-6  | Wim Snoek           | PTS   | 10     | 16/09/1963 | Riviera-hal, Rotterdam      |       |
| Derrota                                                                       | 41-6-1   | Joe Erskine         | TKO   | 4      | 29/07/1963 | Cardiff Drill Hall, Cardiff |       |
| Derrota                                                                       | 10-0-1   | Giuseppe Migliari   | KO    | 4      | 22/02/1963 | Milà, Lombardia             |       |
| Derrota                                                                       | 25-7-4   | Yao Kouame          | PTS   | 10     | 09/12/1962 | Abidjan                     |       |
| Victòria                                                                      | 6-8-3    | Albert Duscha       | PTS   | 8      | 30/09/1962 | Ciutat de Luxemburg         |       |
| Derrota                                                                       | 16-17-4  | Mariano Echevarria  | KO    | 5      | 13/07/1962 | Madrid                      |       |
| Victòria                                                                      | 7-34-4   | Guenter Huber       | PTS   | 6      | 28/01/1962 | Limpertsberg                |       |
| Victòria                                                                      | 2-1-1    | Ivan Prebeg         | PTS   | 8      | 06/12/1961 | Bonnevoie                   |       |